# Melinda McGraw
Melinda McGraw (Nicosia, 25 ottobre 1963) è un'attrice statunitense.

## Biografia
Melinda McGraw è nata a Nicosia in Cipro da genitori americani

## Filmografia

### Cinema
- Insoliti criminali (Albino Alligator), regia di Kevin Spacey (1996)
- Il fuggitivo della missione impossibile (Wrongfully Accused), regia di Pat Proft (1998)
- La famiglia del professore matto (Nutty Professor II: The Klumps), regia di Peter Segal (2000)
- Il cavaliere oscuro (The Dark Knight), regia di Christopher Nolan (2008)
- Weather Girl, regia di Blayne Weaver (2009)
- Meeting Spencer, regia di Malcolm Mowbray (2010)
- Skateland, regia di Anthony Burns (2010)

### Televisione
- Rockliffe's Babies – serie TV, 1 episodio (1988)
- American Playhouse – serie TV, 1 episodio (1988)
- In viaggio nel tempo (Quantum Leap) – serie TV, 1 episodio (1990)
- Night Court – serie TV, 1 episodio (1991)
- Seinfeld – serie TV, episodio 3x20 (1992)
- The Human Factor – serie TV, 5 episodi (1992)
- Il commissario Scali (The Commish) – serie TV, 46 episodi (1992-1994)
- X-Files (The X-Files) – serie TV, 4 episodi (1994-1997)
- The Pursuit of Happiness – serie TV, 7 episodi (1995)
- Cybill – serie TV, 1 episodio (1996)
- The Larry Sanders Show – serie TV, 1 episodio (1997)
- House of Frankenstein – film TV (1997)
- Innamorati pazzi (Mad About You) – serie TV, 1 episodio (1998)
- Millennium – serie TV, 1 episodio (1998)
- Living in Captivity – serie TV, 8 episodi (1998)
- Ally McBeal – serie TV, 1 episodio (2001)
- My Adventures in Television – serie TV, 12 episodi (2002)
- The District – serie TV, 4 episodi (2001-2002)
- Skin – serie TV, 2 episodi (2003)
- Senor White – film TV (2003)
- The Practice - Professione avvocati (The Practice) – serie TV, 1 episodio (2003)
- It's All Relative – serie TV, 1 episodio (2003)
- Center of the Universe – serie TV, 11 episodi (2004-2005)
- Desperate Housewives – serie TV, 3 episodi (2005)
- Inconceivable – serie TV, 5 episodi (2005)
- West Wing - Tutti gli uomini del Presidente (The West Wing) – serie TV, 4 episodi (2006)
- Bones – serie TV, 1 episodio (2006)
- Close to Home – serie TV, 1 episodio (2007)
- Saving Grace – serie TV, 1 episodio (2007)
- Journeyman – serie TV, 2 episodi (2007)
- Gotham Tonight – serie TV, 1 episodio (2008)
- Mad Men – serie TV, 5 episodi (2008)
- CSI: Miami – serie TV, 1 episodio (2008)
- CSI - Scena del crimine (CSI: Crime Scene Investigation) – serie TV, 1 episodio (2009)
- Law & Order - Unità vittime speciali (Law & Order: Special Victims Unit) – serie TV, 1 episodio (2009)
- Hank – serie TV, 9 episodi (2009-2010)
- Medium – serie TV, 1 episodio (2010)
- Legally Mad – film TV (2010)
- Pleading Guilty – film TV (2010)
- Men of a Certain Age – serie TV, 9 episodi (2010-2011)
- Have a Little Faith – film TV (2011)
- Harry's Law – serie TV, 4 episodi (2012)
- Fairly Legal – serie TV, 1 episodio (2012)
- Hawaii Five-0 – serie TV, 1 episodio (2012)
- Ben and Kate – serie TV, 3 episodi (2013)
- Scandal – serie TV, 1 episodio (2013)
- Lauren – serie TV, 3 episodi (2013)
- Glee – serie TV, 1 episodio (2014)
- Delirium – film TV (2014)
- Crisis – serie TV, 4 episodi (2014)
- State of Affairs – serie TV, 5 episodi (2014-2015)
- NCIS - Unità anticrimine (NCIS) – serie TV, 6 episodi (2011-2019)
- Proof – serie TV, 3 episodi (2015)
- Outcast – serie TV (2016)

### Altro
- Enter the Matrix - videogioco (2003)

## Doppiatrici italiane
Nelle versioni in italiano delle opere in cui ha recitato, Melinda McGraw è stata doppiata da:
- Roberta Greganti ne Il cavaliere oscuro, La famiglia del professore matto, Skateland
- Laura Boccanera in X-Files (ep. 5x06), CSI: Miami, CSI - Scena del crimine
- Roberta Pellini in X-Files (st. 2-3), Outcast
- Pinella Dragani in Insoliti Criminali
- Alessandra Korompay ne Il fuggitivo della missione impossibile
- Georgia Lepore in Streghe
- Claudia Catani in Desperate Housewives
- Anna Rita Pasanisi in Mad Men
- Roberta Paladini in NCIS - Unità anticrimine
- Germana Pasquero in Scandal
- Emanuela Baroni ne L'ultimo tycoon
- Barbara Castracane in NCIS: New Orleans